# 986 Amelia
A 986 Amelia (ideiglenes jelöléssel 1922 MQ) a Naprendszer kisbolygóövében található aszteroida. Josep Comas Solá fedezte fel 1922. október 19-én, Barcelonában.